# Miss Fisher - Delitti e misteri
Miss Fisher - Delitti e misteri (Miss Fisher's Murder Mysteries) è una serie televisiva australiana, basata sui romanzi di Kerry Greenwood. Trasmessa su ABC1 dal 24 febbraio 2012, ad agosto 2012 è stata rinnovata per una seconda stagione, le cui riprese si sono tenute dal 18 febbraio 2013 al 9 agosto 2013, mentre la messa in onda della seconda stagione è avvenuta il 6 settembre 2013 e si è conclusa il 22 dicembre. Una terza stagione è stata ordinata a giugno 2014 ed è andata in onda dall'8 al 26 giugno 2015.
In Italia la prima stagione è stata trasmessa su Rai 1 dal 31 luglio al 4 settembre 2013, la seconda dal 27 agosto 2014 e la terza dal 9 agosto 2016.
Il 27 febbraio 2020 è uscito un film intitolato Miss Fisher e la cripta delle lacrime (Miss Fisher & the Crypt of Tears), tratto dalla serie e diretto dallo stesso Tony Tilse. È andato in onda in Italia su Rai 2 il 20 luglio 2021.
Nel 2019, è stato trasmesso lo spin-off, I casi della giovane Miss Fisher (Ms Fisher's Modern Murder Mysteries).

## Trama
A Melbourne, sul finire degli anni '20, l'affascinante nobildonna Phryne Fisher arriva a sconvolgere la vita della città e a collaborare con la polizia locale, come detective privata, alle indagini su misteriosi omicidi.

## Episodi
| Stagione         | Episodi | Prima TV Australia | Prima TV Italia |
| ---------------- | ------- | ------------------ | --------------- |
| Prima stagione   | 13      | 2012               | 2013            |
| Seconda stagione | 13      | 2013               | 2014            |
| Terza stagione   | 8       | 2015               | 2016            |

## Personaggi e interpreti
- Phryne Fisher, interpretata da Essie Davis, doppiata da Alessandra Korompay.
Affascinante nobildonna giramondo di umili origini impegnata nella professione di detective privata. Piena di grazia, eleganza e fascino, ha un carattere intrepido, determinato e sfrontato. Di idee profondamente femministe e anticonformiste, è una donna molto legata alla propria indipendenza che non teme il giudizio altrui.
- John "Jack" Robinson, interpretato da Nathan Page, doppiato da Francesco Prando.
Ispettore della polizia di Melbourne che suo malgrado si trova sempre ad avere a che fare con le intromissioni di Miss Fisher. Uomo serio e responsabile, ha alle spalle un matrimonio fallito.
- Dorothy "Dot" Williams, interpretata da Ashleigh Cummings, doppiata da Francesca Manicone.
La fidata assistente di Miss Fisher. Una ragazza morigerata e una cattolica devota.
- Hugh Collins, interpretato da Hugo Johnstone-Burt, doppiato da Gianluca Crisafi.
Agente di polizia alle dipendenze dell'ispettore Robinson. Volenteroso e un po' ingenuo.
- il signor Butler, interpretato da Richard Bligh, doppiato da Oliviero Dinelli.
L'impeccabile maggiordomo di casa Fisher. Un uomo estremamente professionale con un passato nell'esercito. É vedovo.
- Bert Johnson, interpretato da Travis McMahon, doppiato da Fabrizio Russotto e 
Cec Yates, interpretato da Anthony Sharpe, doppiato da Stefano Crescentini.
Tassisti e tuttofare di Miss Fisher, con molte conoscenze nel mondo operaio e in quello malavitoso. Dal temperamento focoso e irascibile, sono dei convinti comunisti.
- Prudence Stanley, interpretata da Miriam Margolyes, doppiata da Lorenza Biella.
La bigotta zia materna di Phryne. Membro della miglior società cittadina, è sempre molto attenta a mantenere rispettabile il buon nome della famiglia.
- Elizabeth "Mac" Macmillan, interpretata da Tammy MacIntosh, doppiata da Emanuela Baroni.
Medico al locale ospedale femminile. Donna dal carattere forte e determinato, è una stretta amica di Phryne, con la quale condivide una visione prettamente femminista e anticonformista.
- Jane Ross (1ª-2ª stagione), interpretata da Ruby Rees, doppiata da Sara Labidi.
La giovane protetta di Miss Fisher, con un passato delinquenziale.
- Murdoch Foyle (1ª stagione), interpretato da Nicholas Bell, doppiato da Massimo Lodolo.
L'uomo responsabile molti anni prima della scomparsa di Janey Fisher (l'amata sorella di Phryne), avvenuta quando le due erano bambine.[7]

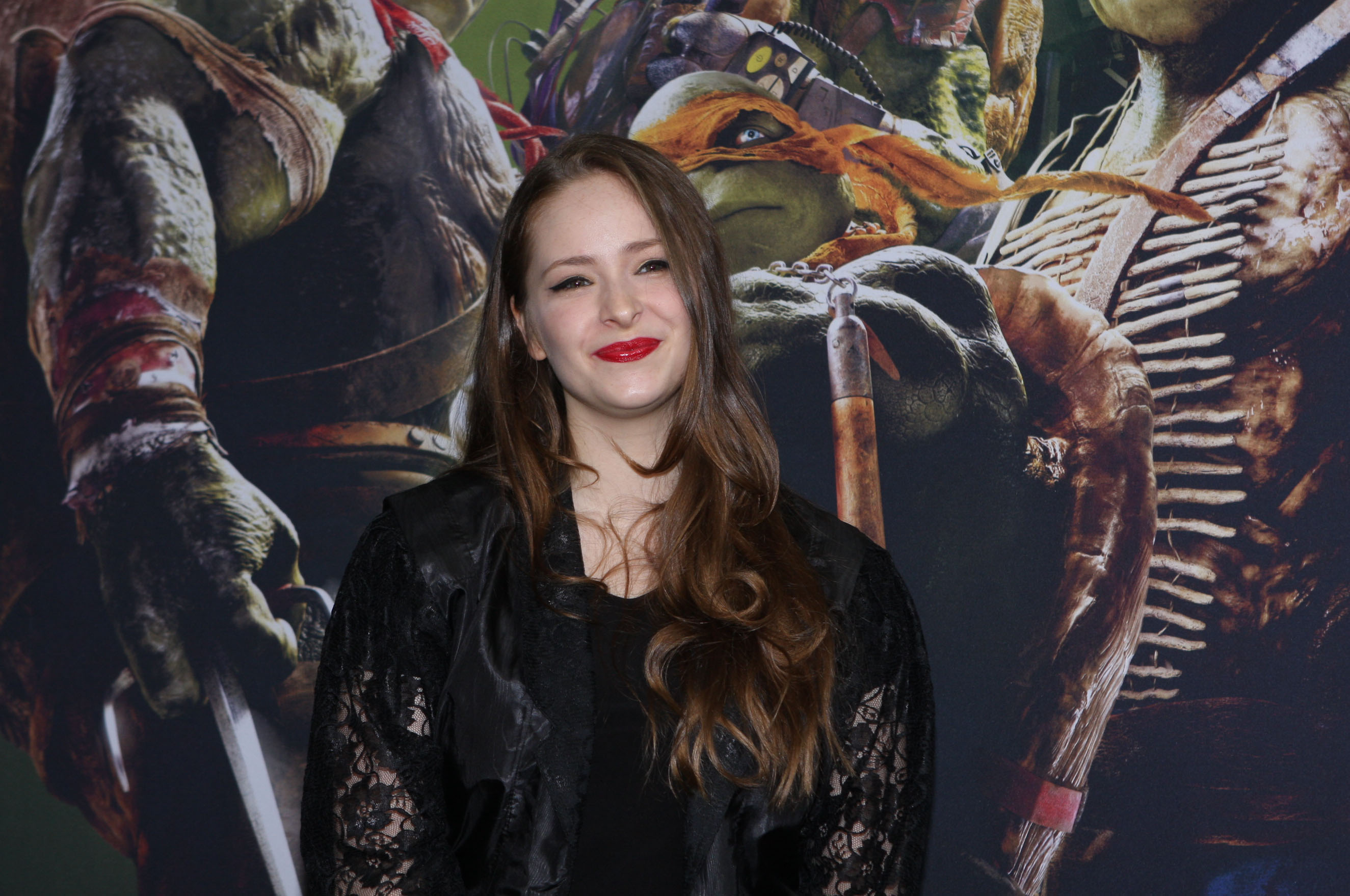
Ashleigh Cummings interpreta Dorothy Williams
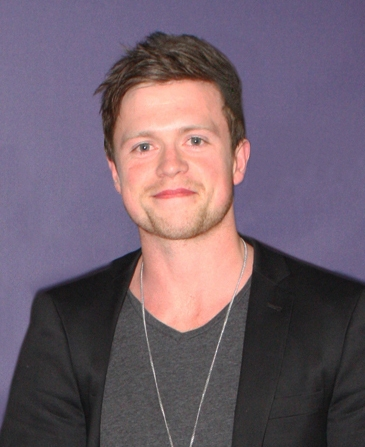
Hugo Johnstone-Burt interpreta Hugh Collins
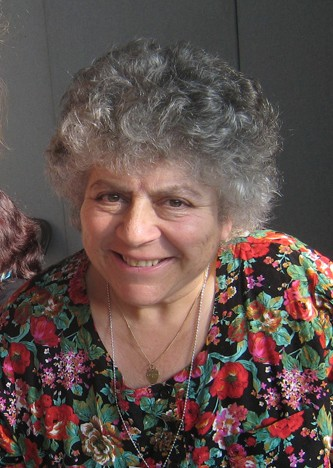
Miriam Margolyes interpreta zia Prudence
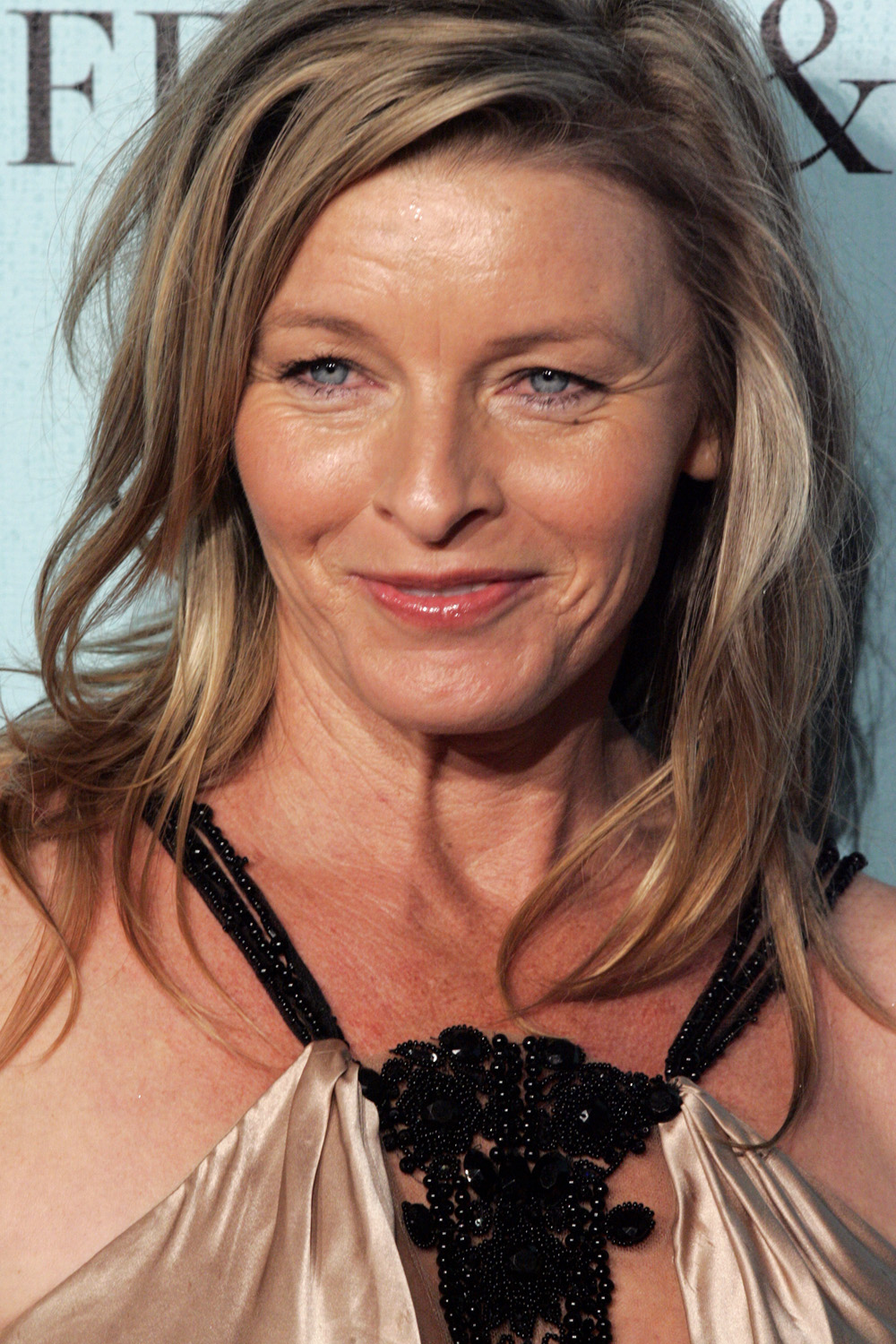
Tammy MacIntosh interpreta Elizabeth Macmillan

## Produzione

### Origine
Avendo avuto sentore che la rete televisiva australiana ABC era alla ricerca di una serie televisiva investigativa da trasmettere in prima serata, Deb Cox e Fiona Eagger – fondatrici della casa di produzione Every Cloud – provarono ad individuare un soggetto letterario da adattare. Passarono in rassegna le opere di diversi autori australiani senza trovare niente che le convincesse fino in fondo, finché non si imbatterono nei romanzi della serie Phryne Fisher Murder Mystery, scritti dalla connazionale Kerry Greenwood. Se per gli altri testi «era difficile trovare una motivazione per trasferire sul piccolo schermo storie di killer psicotici e assassini seriali», le opere della Greenwood portavano in campo un personaggio innovativo, divertente e sovversivo, protagonista di avventure solidamente legate all'ambientazione storica in cui erano immerse e che affrontavano tematiche sociali scottanti, non solo per il periodo ma anche per l'epoca attuale. Un altro elemento a favore era la larga e ampia schiera di appassionati che comprendeva varie fasce di età, dagli adolescenti agli anziani.
Non era comunque la prima volta che si tentava di realizzarne una trasposizione. La serie di romanzi era nata nel 1989 e già dall'anno successivo erano arrivate le prime proposte, ma i veti posti dall'autrice erano sempre stati ritenuti troppo pesanti: la Greenwood voleva avere l'ultima parola sulla scelta dell'attrice che avrebbe interpretato la protagonista e pretendeva la massima accuratezza storica nella stesura delle sceneggiature. Le due produttrici non solo accettarono le richieste della scrittrice ma la convinsero di essere intenzionate a rendere fedelmente i suoi romanzi, le spiegarono i cambiamenti che sarebbero stati necessari, la incoraggiarono a leggere e commentare i copioni in varie fasi di scrittura e realizzarono scenografie, abiti e ambientazioni il più simili possibili a quelle descritte nelle sue opere.
Il primo incontro di lavoro che sancì l'inizio del progetto avvenne nell'ottobre 2009 a Byron Bay (Nuovo Galles del Sud) e vi prese parte anche la Greenwood. Nell'aprile dell'anno successivo The Phryne Fisher Murder Mystery Series venne presentato al MIPTV di Cannes, suscitando grande interesse e ottenendo di lì a poco il supporto economico della ABC e dell'agenzia statale Film Victoria. Ciò permise di ampliare il gruppo di sceneggiatori a sette elementi per la realizzazione degli annunciati tredici episodi della serie. Alla fine del 2010 anche l'ente governativo Screen Australia si aggiunse alla lista dei finanziatori. Nei primi mesi del 2011 il titolo della serie venne modificato in Miss Fisher's Murder Mysteries su consiglio del distributore internazionale All3Media, per evitare fraintendimenti sulla pronuncia del nome Phryne.

### Cast
Il cast venne annunciato il 2 giugno 2011.
Nonostante avesse oltre dieci anni più del personaggio di Phryne Fisher, l'attrice Essie Davis fu scelta per il ruolo della protagonista. Per le produttrici non aveva solamente la pulizia, l'eleganza e la forza necessarie per interpretarla, ma anche la capacità di apparire contemporanea al periodo e allo stesso tempo di trasmettere una irriverenza dei giorni nostri. La scelta fu avallata da Kerry Greenwood, che la definì "perfetta" per il ruolo ed espresse all'attrice tutta la sua convinzione, il suo entusiasmo e la sua felicità per la decisione presa, infondendole sicurezza. La Davis rivelò di essersi preparata leggendo il maggior numero di romanzi possibile prima dell'audizione, per studiare il comportamento, la psicologia ed il passato della detective. Come il suo personaggio, anche l'attrice ha vissuto a lungo all'estero, lavorando nel cinema europeo e in quello statunitense dove ha partecipato a film di successo (la trilogia di Matrix, La ragazza con l'orecchino di perla) con ruoli secondari. In patria è stata protagonista di numerose produzioni teatrali e serie televisive di primo piano.
La parte dell'ispettore Jack Robinson fu affidata a Nathan Page, attore di formazione teatrale presente con ruoli secondari in lungometraggi, serie televisive e film tv australiani. Il personaggio di Dorothy Williams fu assegnato a Ashleigh Cummings, attrice che nonostante la giovane età – 18 anni ad inizio riprese – aveva già ricoperto piccole parti in serie di rilievo (Home and Away, Underbelly) e partecipato al cast principale di Il domani che verrà - The Tomorrow Series, film di grande successo in patria. Anche la carriera di Hugo Johnstone-Burt (l'agente Hugh Collins) era ancora all'inizio, ma l'attore aveva già collezionato presenze in serie televisive di primo piano (Underbelly, Rake) e proprio nei giorni in cui il cast veniva annunciato andava in onda la miniserie Cloudstreet, attraverso la quale si era messo in luce con un'interpretazione che gli aveva valso due nomination ai premi ASTRA.
Nonostante abbia interpretato un personaggio che compare solo in alcuni episodi, la presenza di Miriam Margolyes ebbe negli annunci stampa un risalto pari a quello degli attori del cast principale. La sua carriera internazionale (Babe - Maialino coraggioso, i film di Harry Potter) aiutò a dare prestigio e visibilità alla serie.

## Costumi
Punto di forza della serie è il ricco reparto costumi, realizzato sotto la direzione della costume designer Marion Boyce, vincitrice nel 2014 di un premio AACTA per il suo lavoro. Per la prima stagione sono stati prodotti circa 120 abiti solo per il personaggio di Phryne Fisher. Il motivo di un numero così elevato è legato allo sviluppo della storia oltre che agli usi dell'epoca: il racconto spesso inizia alla mattina (implicando l'uso di abiti da notte) e si sviluppa nelle altre fasi del giorno, nelle quali era abitudine per le classi agiate adottare un vestito per ogni occasione, come il tè del pomeriggio o la cena, senza dimenticare gli abiti da sfoggiare durante gli eventi mondani. Si tratta inoltre di completi, dalle scarpe al cappello passando per la biancheria intima, i mantelli e gli accessori. Ai costumi dei personaggi principali vanno poi aggiunti quelli delle comparse e la varietà delle ambientazioni comporta abiti sempre diversi ad ogni episodio.
I costumi sono strettamente legati a coloro che li indossano: i viaggi in Europa del personaggio di Phryne nonché il suo carattere non convenzionale si riflettono in un vestiario dalle influenze molto ampie, non limitate solamente alla conservativa moda britannica che all'epoca andava per la maggiore in Australia. Lo stile segue inoltre il carattere del soggetto: l'energia di Miss Fisher implica abiti che si muovano con lei, seguendo i suoi movimenti e lasciando traccia del suo passaggio con vistosi svolazzamenti. Per il personaggio di Dorothy invece il vestiario segue la forte impronta religiosa della ragazza, con abiti che non lasciano mai scoperte parti del corpo, nonché la sua indole moderata, con uno stile più conservativo e mai appariscente.
Molti dei costumi sono stati creati appositamente per la serie, con diversi pezzi d'epoca. Sono stati impiegate grandi quantità di fibbie, bottoni, nastri, merletti e decorazioni originali; le piume, anch'esse originali, furono realizzate con tinture naturali che hanno conferito loro grande splendore. I tessuti usati avevano provenienze molto varie, ma principalmente sono stati forniti dai migliori negozi di Melbourne e Sydney. I più esotici venivano dalla collezione personale della Boyce, raccolta in 25 anni di lavoro.
Con alcuni degli abiti e degli accessori usati nelle prime due stagioni è stata realizzata una mostra alla Rippon Lea House di Melbourne tra settembre e dicembre 2013 in collaborazione con il National Trust of Australia. La nutrita presenza di pubblico ha incoraggiato una seconda esibizione alla Old Government House nel Parramatta Park di Sydney tra marzo e giugno 2014 e una terza a Melbourne da maggio a settembre 2015.

## Riconoscimenti
- 2012 – Australian Production Design Guild Awards
  - Nomination – Best Costume Design for Screen a Marian Boyce.
  - Nomination – Best Design on a Television Drama a Robert Perkins.
- 2012 – Screen Music Awards
  - Nomination – Best Music for a Television Series or Serial a Greg J. Walker.
  - Nomination – Best Television Theme a Greg J. Walker.
- 2013 – AACTA Awards
  - Nomination – Best Lead Actress in a Television Drama a Essie Davis.
- 2013 – Equity Awards
  - Nomination – Outstanding Performance by an Ensemble in a Drama Series.
- 2013 – Logie Awards
  - Nomination – Most Popular Actress a Ashleigh Cummings.
- 2014 – AACTA Awards
  - Vinto – Best Costume Design in Television a Marian Boyce.
- 2014 – Equity Awards
  - Nomination – Outstanding Performance by an Ensemble in a Drama Series.
- 2014 – Logie Awards
  - Nomination – Most Popular Actress a Essie Davis.
  - Nomination – Most Popular Drama Program.
  - Nomination – Most Popular Personality on TV a Essie Davis.

## Film
Nel 2020, è stato trasmesso il film, Miss Fisher e la cripta delle lacrime (Miss Fisher & the Crypt of Tears).

## Spin-off
Nel 2019, è stato trasmesso lo spin-off, I casi della giovane Miss Fisher (Ms Fisher's Modern Murder Mysteries).